# Конвенция Альвенслебена
Конвенция Альвенслебена — соглашение между Пруссией и Россией, заключенное 27 января (8 февраля) 1863 года, во время Польского восстания 1863 года.
Было подписано в Петербурге министром иностранных дел князем А. М. Горчаковым и генерал-адъютантом прусского короля Густавом фон Альвенслебеном. Соглашение позволяло русским войскам преследовать повстанцев на прусской территории, а прусским войскам на российской территории. Не была ратифицирована.